# Drepanostachyum polystachyum
Drepanostachyum polystachyum är en gräsart som först beskrevs av Wilhelm Sulpiz Kurz och James Sykes Gamble, och fick sitt nu gällande namn av Radha Binod Majumdar. Drepanostachyum polystachyum ingår i släktet Drepanostachyum och familjen gräs. Inga underarter finns listade i Catalogue of Life.